# Esther Vilar
Esther Margareta Vilar (rođ. Katzen), argentinska liječnica i pisac njemačko-židovskog podrijetla.
Studirala medicinu na Sveučilištu u Buenos Airesu, 1960. kao stipendistica odlazi u Zapadnu Njemačku na doškolovanje iz sociologije i psihologije. Bavila se i prevođenjem, a u Bavarskoj je jedno vrijeme radila i u struci.
Poznata je kao kritičarka glavnostrujaškog feminizma držeći da su žene te koje »ovladavaju« muškarcima snošajem, emocionalnom ucjenom, zlopotrebom romantike i sl., kako navodi u svojoj knjizi The Manipulated Men. Zbog svojih je stavova u feminističkim krugovima bila etiketirana »fašistkinjom«, a njezine knjige uspoređivane su s nacističkom propagandom (Jurišnikom i sl.)